# IJshockey op de Olympische Jeugdwinterspelen 2012
IJshockey is een van de olympische sporten die beoefend werden tijdens de Olympische Jeugdwinterspelen 2012 in Innsbruck. De wedstrijden vonden van 13 tot en met 22 januari plaats in het Olympia Eisstadion. Er werden vier onderdelen georganiseerd, zowel voor de jongens als de meisjes een ijshockeytoernooi en een vaardigheidswedstrijd.

## Deelnemers
De jongens moesten in 1996 geboren zijn, de meisjes in 1994. Zowel bij de jongens als de meisjes namen er vijf ijshockeyteams van elk zeventien spelers deel. Daarnaast namen er zestien jongens en vijftien meisjes deel aan de vaardigheidswedstrijden.

## Medailles
| Onderdeel                      | Goud    | Goud                      | Zilver     | Zilver          | Brons     | Brons             |
| ------------------------------ | ------- | ------------------------- | ---------- | --------------- | --------- | ----------------- |
| ijshockeytoernooi, jongens     | Finland | Finland                   | Rusland    | Rusland         | Canada    | Canada            |
| ijshockeytoernooi, meisjes     | Zweden  | Zweden                    | Oostenrijk | Oostenrijk      | Duitsland | Duitsland         |
|                                |         |                           |            |                 |           |                   |
| vaardigheidswedstrijd, jongens | LAT     | Augusts Valdis Vasilonoks | HUN        | Attila Kovacs   | JPN       | Seiya Furukawa    |
| vaardigheidswedstrijd, meisjes | NED     | Julie Zwarthoed           | HUN        | Fanni Gasparics | AUS       | Sharnita Crompton |

## IJshockeytoernooi
Het gastland mocht zowel bij de jongens als bij de meisjes met een team meedoen. De overige acht teams waren de acht beste landen van de gecombineerde IIHF-wereldranglijst voor mannen en vrouwen, 2011. Elk land mocht óf een jongens- óf een meisjesteam inschrijven. Elk land was vrij te kiezen, maar het land dat de wereldranglijst aanvoerde had de eerste keuze, dan het tweede land, enzovoorts.

### Uitslagen

#### Jongens
Kwalificatieronde
| Datum | NOC | Uitslag | Periodestanden | NOC |
| ----- | --- | ------- | -------------- | --- |
| 13/01 | AUT | 0-3     | 0-0, 0-0, 0-3  | FIN |
| 13/01 | RUS | 4-3     | 2-1, 2-1, 0-1  | CAN |
| 14-01 | USA | 7-2     | 4-0, 1-1, 2-1  | AUT |
| 15/01 | FIN | 4-3     | 0-2, 3-0, 1-1  | RUS |
| 15/01 | CAN | 5-1     | 1-0, 2-1, 2-0  | USA |
| 16-01 | RUS | 11-1    | 0-1, 4-0, 7-0  | AUT |
| 17/01 | AUT | 0-9     | 0-4, 0-2, 0-3  | CAN |
| 17/01 | FIN | 4-5     | 1-0, 2-3, 1-2  | USA |
| 18/01 | CAN | 3-2 ns  | 0-0, 2-1, 0-1  | FIN |
| 18/01 | USA | 1-7     | 0-2, 0-3, 1-2  | RUS |

| # | Land             | AW | W | GW | GV | V | Pnt | V-T   |
| - | ---------------- | -- | - | -- | -- | - | --- | ----- |
| 1 | Rusland          | 4  | 3 | 0  | 0  | 1 | 9   | 25-9  |
| 2 | Canada           | 4  | 2 | 1  | 0  | 1 | 8   | 20-7  |
| 3 | Finland          | 4  | 2 | 0  | 1  | 1 | 7   | 13-11 |
| 4 | Verenigde Staten | 4  | 2 | 0  | 0  | 2 | 6   | 14-18 |
|   |                  |    |   |    |    |   |     |       |
| 5 | Oostenrijk       | 4  | 0 | 0  | 0  | 4 | 9   | 03-30 |

Eindfase
| Fase         | Datum | Land    | Uitslag | Periodestanden | Land             |
| ------------ | ----- | ------- | ------- | -------------- | ---------------- |
| Halve finale | 20/01 | Rusland | 5-2     | 1-0, 1-0, 3-2  | Verenigde Staten |
| Halve finale | 20/01 | Canada  | 1-2     | 1-1, 0-0, 0-1  | Finland          |
|              |       |         |         |                |                  |
| 3e/4e plaats | 21/01 | Canada  | 7-5     | 3-1, 4-1, 3-0  | Verenigde Staten |
| Finale       | 22/01 | Rusland | 1-2 ns  | 1-0, 0-0, 0-1  | Finland          |

#### Meisjes
Kwalificatieronde
| Datum | NOC | Uitslag | Periodestanden | NOC |
| ----- | --- | ------- | -------------- | --- |
| 13/01 | AUT | 9-0     | 2-0, 5-0, 2-0  | SVK |
| 13/01 | GER | 0-11    | 0-3, 0-4, 0-4  | SWE |
| 14-01 | KAZ | 1-8     | 0-3, 1-4, 0-1  | AUT |
| 15/01 | SVK | 0-8     | 0-4, 0-1, 0-3  | GER |
| 15/01 | SWE | 17-0    | 2-0, 10-0, 5-0 | KAZ |
| 16-01 | GER | 2-5     | 2-2, 0-1, 0-2  | AUT |
| 17/01 | AUT | 0-3     | 0-2, 0-0, 0-1  | SWE |
| 17/01 | SVK | 1-2     | 0-1, 0-0, 1-1  | KAZ |
| 18/01 | SWE | 12-0    | 7-0, 4-0, 1-0  | SVK |
| 18/01 | KAZ | 0-2     | 0-1, 0-1, 0-0  | GER |

| # | Land       | AW | W | GW | GV | V | Pnt | V-T   |
| - | ---------- | -- | - | -- | -- | - | --- | ----- |
| 1 | Zweden     | 4  | 4 | 0  | 0  | 0 | 12  | 43-0  |
| 2 | Oostenrijk | 4  | 3 | 0  | 0  | 1 | 09  | 22-6  |
| 3 | Duitsland  | 4  | 2 | 0  | 0  | 2 | 06  | 12-16 |
| 4 | Kazachstan | 4  | 1 | 0  | 0  | 3 | 03  | 03-28 |
|   |            |    |   |    |    |   |     |       |
| 5 | Slowakije  | 4  | 0 | 0  | 0  | 4 | 00  | 01-31 |

Eindfase
| Fase         | Datum | Land       | Uitslag | Periodestanden | Land       |
| ------------ | ----- | ---------- | ------- | -------------- | ---------- |
| Halve finale | 20/01 | Zweden     | 11-0    | 2-0, 5-0, 4-0  | Kazachstan |
| Halve finale | 20/01 | Oostenrijk | 2-0     | 0-0, 2-0, 0-0  | Duitsland  |
|              |       |            |         |                |            |
| 3e/4e plaats | 21/01 | Duitsland  | 7-4     | 2-1, 3-1, 2-2  | Kazachstan |
| Finale       | 22/01 | Zweden     | 3-0     | 1-0, 1-0, 1-0  | Oostenrijk |

## Vaardigheidswedstrijd
Vijftien jongens en vijftien meisjes uit landen die niet meededen aan het ijshockeytoernooi plaatsten zich voor de vaardigheidswedstrijd. Elk IIHF-lid had de mogelijkheid om een nationale vaardigheidswedstrijd te organiseren en de beste jongen en het beste meisje plaatsten zich voor de tweede ronde. Die werd in 2011 gehouden tijdens het mondiale ijshockeyontwikkelingskamp in Finland. In de tweede ronde plaatsten de beste vijftien bij de jongens en meisjes van de landen die niet meededen aan het ijshockeytoernooi zich voor de Jeugdwinterspelen. Bij de jongens was de Oostenrijkse Stefan Gaffel de zestiende deelnemer.

### Uitslagen

#### Jongens
Kwalificatie
De eerste acht kregen punten; 8 voor #1, 7 voor #2, 6 voor #3, 5 voor #4, 4 voor #5, 3 voor #6, 2 voor #7, 1 voor #8.
| #  | Naam                      | Land | TP | S1     | S2     | S3     | S4     | S5     | S6     |
| -- | ------------------------- | ---- | -- | ------ | ------ | ------ | ------ | ------ | ------ |
| 01 | Augusts Valdis Vasilonoks | LAT  | 35 | 7 (2)  | 2 (7)  | 2 (7)  | 8 (1)  | 8 (1)  | 8 (1)  |
| 02 | Seiya Furukawa            | JPN  | 30 | 8 (1)  | 8 (1)  | 8 (1)  | 0 (9)  | 0 (15) | 6 (3)  |
| 03 | Attila Kovacs             | HUN  | 26 | 5 (4)  | 6 (3)  | 0 (13) | 6 (3)  | 2 (7)  | 7 (2)  |
| 04 | Callum Burns              | NZL  | 21 | 0 (15) | 7 (2)  | 7 (2)  | 4 (5)  | 0 (9)  | 3 (6)  |
| 05 | Primoz Cuvan              | SLO  | 14 | 4 (5)  | 0 (9)  | 3 (6)  | 2 (7)  | 5 (4)  | 0 (14) |
| 06 | Guus Simons               | NED  | 14 | 0 (16) | 0 (15) | 5 (4)  | 3 (6)  | 4 (5)  | 2 (7)  |
| 07 | Liu Qing                  | CHN  | 12 | 6 (3)  | 0 (13) | 6 (3)  | 0 (14) | 0 (10) | 0 (10) |
| 08 | Matija Milicic            | CRO  | 11 | 0 (12) | 1 (8)  | 0 (10) | 7 (2)  | 3 (6)  | 0 (13) |
|    |                           |      |    |        |        |        |        |        |        |
| 09 | Alexei Dashkevich         | BLR  | 11 | 0 (11) | 5 (4)  | 0 (15) | 0 (15) | 6 (3)  | 0 (11) |
| 10 | Cho Ji-hyun               | KOR  | 11 | 2 (7)  | 0 (11) | 4 (5)  | 5 (4)  | 0 (11) | 0 (15) |
| 11 | Stefan Gaffel             | AUT  | 08 | 0 (13) | 0 (10) | 0 (16) | 0 (12) | 7 (2)  | 1 (8)  |
| 12 | Lewis Hook                | GBR  | 07 | 3 (6)  | 0 (16) | 0 (9)  | 0 (10) | 0 (14) | 4 (5)  |
| 13 | Mihai Andrei Sotir        | ROU  | 06 | 0 (4)  | 0 (12) | 0 (11) | 0 (16) | 1 (8)  | 5 (4)  |
| 14 | Thibaut Colombin          | FRA  | 05 | 0 (9)  | 4 (5)  | 1 (8)  | 0 (11) | 0 (13) | 0 (12) |
| 15 | Sam Hodic                 | AUS  | 05 | 1 (8)  | 3 (6)  | 0 (14) | 1 (8)  | 0 (12) | 0 (16) |
| 16 | Paul Cerda                | ESP  | 00 | 0 (10) | 0 (14) | 0 (12) | 0 (13) | 0 (16) | 0 (9)  |

Finale
In de finale werd de zeskamp telkens door middel van een knock-outfase afgewerkt.
Puntentelling; 5 voor de finalewinnaar, 4 voor de finaleverliezer, 3 voor de halvefinalisten, 2 voor de kwartfinalisten.
| # | Naam                      | Land | TP | S1    | S2    | S3    | S4    | S5    | S6    |
| - | ------------------------- | ---- | -- | ----- | ----- | ----- | ----- | ----- | ----- |
| 1 | Augusts Valdis Vasilonoks | LAT  | 22 | 4 (2) | 3 (3) | 4 (2) | 5 (1) | 2 (7) | 4 (2) |
| 2 | Attila Kovacs             | HUN  | 21 | 3 (3) | 3 (4) | 3 (4) | 3 (4) | 4 (2) | 5 (1) |
| 3 | Seiya Furukawa            | JPN  | 19 | 5 (1) | 4 (2) | 2 (6) | 2 (6) | 3 (4) | 3 (3) |
| 4 | Callum Burns              | NZL  | 19 | 2 (7) | 5 (1) | 3 (3) | 3 (3) | 3 (3) | 3 (4) |
| 5 | Primoz Cuvan              | SLO  | 18 | 2 (6) | 2 (7) | 5 (1) | 2 (7) | 5 (1) | 2 (6) |
| 6 | Matija Milicic            | CRO  | 14 | 2 (6) | 2 (5) | 2 (7) | 4 (2) | 2 (8) | 2 (5) |
| 7 | Liu Qing                  | CHN  | 13 | 3 (4) | 2 (8) | 2 (6) | 2 (8) | 2 (6) | 2 (8) |
| 8 | Guus Simons               | NED  | 12 | 2 (5) | 2 (6) | 2 (5) | 2 (5) | 2 (5) | 2 (7) |

#### Meisjes
Kwalificatie
De eerste acht kregen punten; 8 voor #1, 7 voor #2, 6 voor #3, 5 voor #4, 4 voor #5, 3 voor #6, 2 voor #7, 1 voor #8.
| #  | Naam               | Land | TP | S1     | S2     | S3     | S4     | S5     | S6     |
| -- | ------------------ | ---- | -- | ------ | ------ | ------ | ------ | ------ | ------ |
| 01 | Julie Zwarthoed    | NED  | 35 | 7 (2)  | 3 (6)  | 7 (2)  | 8 (1)  | 7 (2)  | 3 (6)  |
| 02 | Katherine Gale     | GBR  | 31 | 5 (4)  | 7 (2)  | 0 (10) | 7 (2)  | 4 (5)  | 8 (1)  |
| 03 | Fanni Gasparics    | HUN  | 24 | 8 (1)  | 6 (3)  | 3 (6)  | 3 (6)  | 0 (15) | 4 (5)  |
| 04 | Akane Deguchi      | JPN  | 20 | 6 (3)  | 0 (15) | 6 (3)  | 0 (10) | 1 (8)  | 7 (2)  |
| 05 | Sharnita Crompton  | AUS  | 17 | 1 (8)  | 0 (12) | 8 (1)  | 1 (8)  | 5 (4)  | 2 (7)  |
| 06 | Morgane Rihet      | FRA  | 17 | 3 (6)  | 2 (7)  | 5 (4)  | 0 (12) | 2 (7)  | 5 (4)  |
| 07 | Agnese Tartaglione | ITA  | 15 | 0 (11) | 1 (8)  | 1 (8)  | 5 (4)  | 8 (1)  | 0 (15) |
| 08 | Libby-Jean Hay     | NZL  | 15 | 4 (5)  | 8 (1)  | 0 (15) | 0 (9)  | 3 (6)  | 0 (9)  |
|    |                    |      |    |        |        |        |        |        |        |
| 09 | Victoria Hummel    | AUT  | 14 | 0 (14) | 0 (13) | 2 (7)  | 6 (3)  | 0 (12) | 6 (3)  |
| 10 | Renée De Wolf      | BEL  | 14 | 0 (13) | 5 (4)  | 0 (13) | 2 (7)  | 6 (3)  | 1 (6)  |
| 11 | Irene Senac        | ESP  | 08 | 0 (9)  | 4 (5)  | 4 (5)  | 0 (14) | 0 (10) | 0 (10) |
| 12 | Sun Jiayue         | CHN  | 04 | 0 (10) | 0 (9)  | 0 (9)  | 4 (5)  | 0 (9)  | 0 (11) |
| 13 | Lee Yeon-jeong     | KOR  | 02 | 2 (7)  | 0 (11) | 0 (11) | 0 (11) | 0 (11) | 0 (13) |
| 14 | Noemi Ballo        | ROU  | 00 | 0 (12) | 0 (10) | 0 (12) | 0 (13) | 0 (14) | 0 (12) |
| 15 | Ursa Pazlar        | SLO  | 00 | 0 (15) | 0 (14) | 0 (14) | 0 (15) | 0 (13) | 0 (14) |

Finale
In de finale werd de zeskamp telkens door middel van een knock-outfase afgewerkt.
Puntentelling; 5 voor de finalewinnaar, 4 voor de finaleverliezer, 3 voor de halvefinalisten, 2 voor de kwartfinalisten.
| # | Naam               | Land | TP | S1    | S2    | S3    | S4    | S5    | S6      |
| - | ------------------ | ---- | -- | ----- | ----- | ----- | ----- | ----- | ------- |
| 1 | Julie Zwarthoed    | NED  | 22 | 3 (3) | 4 (2) | 3 (4) | 5 (1) | 2 (7) | 5 (1)   |
| 2 | Fanni Gasparics    | HUN  | 19 | 2 (5) | 5 (1) | 5 (1) | 2 (5) | 3 (3) | 2 (5)   |
| 3 | Sharnita Crompton  | AUS  | 17 | 2 (8) | 2 (7) | 3 (3) | 3 (4) | 5 (1) | 2 (7)   |
| 4 | Agnese Tartaglione | ITA  | 17 | 3 (4) | 2 (8) | 4 (2) | 4 (2) | 2 (8) | 2 (6)   |
| 5 | Katherine Gale     | GBR  | 17 | 4 (2) | 3 (4) | 2 (8) | 3 (3) | 2 (5) | 3 (3)   |
| 6 | Morgane Rihet      | FRA  | 16 | 5 (1) | 2 (6) | 2 (5) | 2 (8) | 2 (6) | 3 (4)   |
| 7 | Akane Deguchi      | JPN  | 16 | 2 (6) | 3 (3) | 2 (6) | 2 (6) | 3 (4) | 4 (2)   |
| 8 | Libby-Jean Hay     | NZL  | 12 | 2 (7) | 2 (5) | 2 (7) | 2 (7) | 4 (2) | 0 * (8) |

* geen punten als gevolg van een diskwalificatie
Alpineskiën · Biatlon · Bobsleeën · Curling · Freestyleskiën · IJshockey · Kunstrijden · Langlaufen · Noordse combinatie · Rodelen · Schaatsen · Schansspringen · Shorttrack · Skeleton · Snowboarden